# Rally RACE de España 1970
Rajd RACE de España 1970 (18. RACE Rallye de España) – 18 edycja rajdu samochodowego RACE Rallye de España rozgrywanego w Hiszpnii. Rozgrywany był od 22 do 24 października 1970 roku. Była to dwudziesta runda Rajdowych Mistrzostw Europy w roku 1970.

## Klasyfikacja rajdu
| Miejsce                      | Kierowca                         | Pilot                        | Samochód                     | Czas                         | Strata                       |                              |
| Klasyfikacja generalna i ERC | Klasyfikacja generalna i ERC     | Klasyfikacja generalna i ERC | Klasyfikacja generalna i ERC | Klasyfikacja generalna i ERC | Klasyfikacja generalna i ERC | Klasyfikacja generalna i ERC |
| ---------------------------- | -------------------------------- | ---------------------------- | ---------------------------- | ---------------------------- | ---------------------------- | ---------------------------- |
| 1.                           | Jean-Pierre Nicolas              | David Stone                  | Alpine-Renault A110 1600     | 2:44:52                      | 0.0                          |                              |
| 2.                           | Alberto Ruiz-Giménez             | Rafael Castañeda             | Porsche 911 S                | 2:48:12                      | +3:20                        |                              |
| 3.                           | Bernard Darniche                 | Marcel Callewaert            | Alpine-Renault A110 1600     | 2:50:01                      | +5:09                        |                              |
| 4.                           | Raffaele Pinto                   | Piero Sodano                 | Lancia Fulvia 1.6 Coupé HF   | 2:51:26                      | +6:34                        |                              |
| 5.                           | Estanislao Reverter              | José Pavón                   | Porsche 911 R                | 2:52:57                      | +8:05                        |                              |
| 6.                           | Gilbert Staepelaere              | André Aerts                  | Ford Escort Twin Cam         | 2:53:00                      | +8:08                        |                              |
| 7.                           | Jean Ragnotti                    | Pierre Thimonier             | Opel Kadett Rallye           | 3:00:25                      | +15:33                       |                              |
| 8.                           | Krzysztof Komornicki             | Błażej Krupa                 | Alpine-Renault A110 1300     | 3:01:46                      | +16:54                       |                              |
| 9.                           | Gerard van Dulken                | Ricardo Antolín              | Renault 8 Gordini            | 3:20:59                      | +36:07                       |                              |
| 10.                          | Juan Carlos Garcia de la Rasilla | Javal                        | Renault 8 Gordini            | 3:24:12                      | +39:20                       |                              |